# Hi-NRG
Hi-NRG（High Energy、ハイエナジー）は、1980年代半ばに登場したディスコやクラブで人気の高かったダンス・ミュージックである。ディスコ音楽に電子楽器を導入したユーロ・ディスコから派生した音楽とされる。

## 歴史
近代的なダンス・ミュージックの起源はディスコ音楽であり、主に生楽器と電気楽器で作られる。そのディスコ音楽から派生した、電子楽器によるダンス・ミュージック（Hi-NRG、ユーロビート、ハウス、テクノ等）の中でも最初に登場したジャンルである。1970年代のまだ高額だったシンセサイザーを購入出来る程に裕福な電子音楽家の活動の一環として始まった。全面的に電子楽器を導入しているが、1970年代初頭から続く伝統的なディスコ音楽が持つ華美さを色濃く残している。日本や一部のヨーロッパの国ではユーロビートという用語が使用されるようになったが、アメリカではその後も「ハイ・エナジー」という用語が使用され続けた。
ユーロ・ディスコ音楽は、1975年にジョルジオ・モロダーとピート・ベロッテのコンビによるプロデュースで、全ての楽器を「電子楽器」に置き換えて実験的に制作された、ドナ・サマーの「I Feel Love」が発売され好評を博すと状況は変化し始めた。「I Feel Love」の発売以降、電子楽器によるディスコ音楽の可能性が認知されるようになった。ブライアン・イーノも「I Feel Love」の発売当初に「このシングルはこの先15年のクラブ・ミュージックのサウンドを変えることになるだろう」とコメントしており、当時「I Feel Love」が非常に画期的な楽曲であったことが窺える。従って、Hi-NRGはディスコ音楽と電子音楽の融合により誕生したジャンルであると言える。1979年頃、定型化したディスコ音楽に対してのリスナーの興味が薄れると共に、ポストディスコと言う電子化の試みが本格化し、Hi-NRGも表舞台に現れることになった。
「Hi-NRG」という名称は、イギリスの音楽週刊誌『レコードミラー』でゲイ・ディスコ・ミュージック・チャートの名称がそれまでの「BOYS TOWN DISCO」チャートから1984年2月4日付けで「Hi-NRG DISCO」チャートに変更されたことに由来するとされる一方で、イアン・レヴァイン（Ian Levine）によってプロデュースされたエヴリン・トーマスのディスコ・ヒット「ハイエナジー (High Energy)」(1984年) に由来するという説もある。ちなみに同曲は1984年3月17日付けチャートに初登場し、4月7日付けで1位を獲得後11週に渡り首位を維持した。Hi-NRGの代表的なミュージシャンには、シルヴェスター、クラウディア・バリー、ミケール・ブラウン、フランス・ジョリ、エイミー・スチュワート、ウェザー・ガールズらがいた。
典型的な「Hi-NRG」の特徴のひとつに、シンセベースのオクターブ奏法（低音と1オクターブ上の高音が交互に並び、ドラムのハイハット的な役割を担う）を用いる事がある。これは1980年代半ばにHi-NRGがユーロビートに進化した際にもそのまま引き継がれた。またシーケンサーで組まれたエネルギッシュでスタッカートの効いたシンセサイザー音が使用され、ドラムマシンのクラップ音も頻繁に使用される。1982年にThe EndUp（※訳注：サンフランシスコのナイトクラブ）で、DJパトリック・カウリーが最初にHi-NRG音楽の人気を高めた。1984年には主にレコードレーベルのレコード・シャック（Record Shack）が、イギリスやアメリカのディスコ・チャートで成功を収めた。
レコード・シャックは、ブレイク・マシーンとミケール・ブラウンによるトラックと、1984年に奇跡的にカムバック・シングルをヒットさせた大ベテランの女性歌手、アーサー・キットによって、ダンス・チャートでの成功を収めた。
ストック・エイトキン・ウォーターマンも、その時期のHi-NRGプロデューサーである。彼はディヴァインとヘイゼル・ディーンを世を送り出し、プロデュースした音楽として最も成功したHi-NRGトラックであるデッド・オア・アライヴの「You Spin Me Round (Like a Record)」は、全英ナンバーワンとなった。その後のHi-NRGは、主にハウス・ミュージックに取って代わられたが、それHi-NRGはアンダーグラウンド・シーンで残っている。
現代のHi-NRGサウンドは、1990年代に出現したクリスティン・Wとアビゲイルという、2人の主要なHi-NRGアーティストの功績によってクラブ/ダンスミュージックシーンのメジャー勢力となっているが、かつてと基本的なスタイルは同じであるものの、時代の流行が取り込まれたリズムとシンセへと変化している。
この時期にヨーロッパで作成されたHi-NRGトラックの例としては、イタロ・ディスコ（すなわち、タフィー、マガジン60など）と、ディスコフォックス（すなわち、リアン・ロス、モダン・トーキング、ファンシー）を挙げることができる。

## 主なミュージシャン
- アンジー・ゴールド
- アビゲイル（英語版）
- フランス・ジョリ（英語版）
- ジミー・ソマーヴィル（英語版）
- クリスティン・W（英語版）
- キム・ワイルド
- ミケール・ブラウン
- マーサ・ウォッシュ（英語版）
- ローラ・ブラニガン（ディスコ、Hi-NRG盤も発売）
- ブロンスキ・ビート
- クー・クー
- ライム（英語版）
- デッド・オア・アライヴ
- フランキー・ゴーズ・トゥ・ハリウッド
- ジョイア・ブルーノ（英語版）
- グリーン・オリーブス[4]
- ヘイゼル・ディーン（英語版）
- マリア・ダニエラ・イ・ス・ソニード・ラセール（英語版）
- マイケル・フォーチュナティ
- モダン・トーキング
- ポール・レカキス
- シャロン・レッド（英語版）
- イーストバウンド・エクスプレスウェイ
- バーバラ・ぺニントン（英語版）
- ル・ポール
- シェリー・ペイン（英語版）
- セブンス・アヴェニュー
- シャノン（英語版）
- シルヴェスター（および彼のプロデューサーのパトリック・カウリー）
- エヴリン・トーマス（英語版）
- ザ・フラーツ
- タフィー（英語版）
- トニー・デ・ヴィット（英語版）
- ボビー・オーランド（英語版）

## 主なレコード
1980年代にHi-NRGチャートにチャートインしたもの。
- Bianca - Midnight Lover
- Bodyheat - No! Mr Boom Boom (Diamond Records)
- ミケール・ブラウン - He's a Saint He's a Sinner (Record Shack Records)
- ミケール・ブラウン - So Many Men To Little Time (Record Shack Records)
- Crystal In The Pink - Back To You
- Celena Duncan - Questions And Answers (Nightmare Records（英語版）)
- Barbara Doust - If You Love Somebody
- Sisley Ferre - For You (Hotsound Records)
- Fun Fun - Give Me Your Love
- Fun Fun - Color My Love
- Samantha Gilles - Stop
- Havana - Satisfy My Desire (Wow Records)
- Carol Jiani - Turning My Back And Walking Away (Nightmare Records（英語版）)
- Lanei - Love Bites (Opium Records)
- Lime（英語版） - Gold Digger (TSR Records（英語版）)
- Lisa - Rocket to Your Heart (Moby Dick Records)
- M&H Band - Popcorn
- Marsha Raven - I Like Plastic
- Man To Man（英語版） - Hard Hitting Love (Nightmare Records（英語版）)
- Midnight Sunrise - This Is A Haunted House (Nightmare Records（英語版）)
- Modern Rocketry - I Feel Love Coming (Megatone Records)
- Off - Electrica Salsa (Ton Son Ton Records)
- リンダ・ジョー・リッツオ - Perfect Love
- Shooting Party - Safe In The Arms Of Love
- サンドラ（英語版） - Everlasting Love (PWL remix) (ヴァージン・レコード)
- Helena Springs - Paper Money（アトランティック・レコード）
- Scherrie Payne（英語版）- I'm Not In Love (Megatone)
- Scherrie Payne（英語版） - One Night Only (ALtair)
- Scherrie Payne（英語版） - Chasing Me Into Somebody Else's Arms (Nightmare Gold)
- Scott Stryker - Science Fiction
- T-Arc - Undercover Lover (ZYX Records（英語版）)
- Linda Taylor - Every Waking Hour (Nightmare Records（英語版）)
- Tuillio De Piscopo - Stop Bajon (Primavera) (Greyhound Records)
- Vivien Vee - Heartbest (X-Energy Records)
- XS-S - I Need More (VCN Records)
- ローラ・ブラニガン - Shattered Glass（アトランティック・レコード）

### ナンバー1レコード
これらのレコードは、レコードミラーでジェームズ・ハミルトンとアラン・ジョーンズによって作成されたHi-NRGチャートにおいて、ナンバー1となっている。
- Eria Fachin - Savin' Myself (Power Records - 1987年)
- Man To Man（英語版） - Who Knows What Evil? (Nightmare Records（英語版）)
- キム・ウェストン - Signal Your Intention (Nightmare Records（英語版） - 1987年)
- Evelyn Thomas（英語版） - No Win Situation (Nightmare Records（英語版） - 1987年)
- Michelle Goulet - Over And Over And Over（アイランド・レコード America - 1988年）

### Hi-NRG形式のカヴァー
- Quantize - The Sun Ain't Gonna Shine Anymore, a cover of The Walker Brothers（英語版） on Passion Records.
- Seventh Avenue（英語版） - The Love I Lost, a cover of Harold Melvin and the Bluenotes on Nightmare Records（英語版）.
- Bona-Riah - House Of The Rising Sun on Rise Records

## 主なレコード・レーベル
比較的多くレコードミラーのHi-NRGチャートに入ったレコード・レーベル。
- Bolts Records
- Flea Records - イタリア
- Hi Tension Records - ベルギー
- Macho Records - イタリア
- Megatone Records（英語版）
- Nightmare Records
- Passion Records
- Record Shack Records
- Time Records（イタリア語版） - イタリア
- X-Energy Records - イタリア
- MRK Records - ニューヨーク
- ZYX Records（英語版） - ドイツ

## 日本版コンピレーション
1985年、ALFA INTERNATIONALより、アルバム『That's Hi-NRG ザッツ・ハイエナジー』がリリースされる。レコードでは楽曲のイントロからアウトロまでをフルに収録したノーマルなコンピレーションが、カセットテープではM.I.D.によるノンストップなメガミックスがそれぞれ発売された。発売当時は、音源を編集して繋ぎ合わせる方法がアナログテープの切り貼りや、数秒の音しか扱えない低音質のサンプラーしかなかったため、ノンストップメガミックスのリリースとしてはほとんど日本初となった。このコンピレーション商品は、『That's EURO BEAT』として以降シリーズ化されていくことになる。

## 日本での流行
1980年代に東京都新宿区歌舞伎町の東亜会館にあった4つのディスコ「BIBA」、「グリース（ギリシャ館）」、「GBラビッツ」、「B&B」や、同じく歌舞伎町のディスコ「ゼノン」で、通っていた中高生中心に流行し、芋掘りやバンプといった独特のダンスで踊られていた。

## 洋書
- Jones, Alan and Kantonen, Jussi (1999) Saturday Night Forever: The Story of Disco. Chicago, Illinois: A Cappella Books. ISBN 1-55652-411-0.